# Villamospótló busz (Miskolc)
A Miskolcon közlekedő villamospótló autóbusz a város adott helyzetektől és alkalmaktól függően kieső villamosszakaszait látja el. A járatot az MVK Zrt. üzemelteti, előtte jogelődje, az MKV (Miskolci Közlekedési Vállalat) üzemeltette.

## Története
1976-ban a 4-es villamost leállították a pálya rossz műszaki állapota miatt, és a 9Y jelzésű villamospótló buszjárattal pótolták.
A Zöld Nyíl – Miskolci Villamos Projekt idején a közlekedést számos pótlóbusz látta el, melyeket 0VP, 1VP, 2VP, 69VP, BVP és TSVP jelzésekkel indítottak. Ezek a munkálatok bizonyos részeinek elkészültével idővel megszűntek és/vagy módosult útvonalakon közlekedtek.
2010. november 1-től az 1-es villamos vonalán villamospótló járt az Újgyőri főtér és Diósgyőr városközpont közt, melynek útvonala változatlan volt a Táncsics tér megállóhely beiktatását leszámítva. Érdekesség, hogy 1994-ben ugyanezen az útvonalon közlekedett egy ilyen villamospótló járat, de azzal a különbséggel, hogy a Vince utca megálló akkoriban nem létezett.
2014. november 14-én éjszakai villamospótló viszonylatok nem közlekedtek, helyettük már egész nap villamos járt. A villamosprojekt lezajlása után egyetlen villamospótló jelzésű járat, az 1VP üzemelt, de csak többnyire vágányzár miatt.
Később, az 1VP viszonylat nevét felváltotta a VP jelzés. Ez a járat a Miskolci Kocsonyafesztivál, a Miskolci Nemzetközi Operafesztivál, a régiségvásár (minden hónap első vasárnapján), vágányzárak és egyéb okok (pl. balesetek) alkalmával közlekedik.

## Közlekedése
A 4-es villamos megszűnése után
1976. január 15. – 1976. május 2.
- 9Y: Marx tér (ma Újgyőri főtér) – Iván utca

A Miskolci Villamosprojekt idején (2010-2014)
2010. május 3.
- 1VP: Thököly utca–Tiszai pályaudvar
- BVP: Thököly utca–Búza tér

2011. március 1.
- 0VP: Thököly utca–Újgyőri főtér (körjárat)
- 1VP: Thököly utca–Diósgyőr
- 2VP: Thököly utca–Vasgyár–Diósgyőr
- TSVP: Tiszai pályaudvar–Selyemrét

2011. június 16.-31.
- 1VP: Malomszög utca–Diósgyőr
- 2VP: Malomszög utca–Vasgyár
- TSVP: Tiszai pályaudvar–Selyemrét

2011. szeptember 1. – november 7.
- 69VP: Kilián városrész–Berekalja

2014. január (kétnapos alkalom) / 2014. július 14. – augusztus 20.
- TSVP: Tiszai pályaudvar–Selyemrét

## Megállóhelyek

### A 0VP busz megállóhelyei
| 0VP: Thököly utca–Újgyőri főtér (körjárat) |
| Thököly utca                               |
| Újgyőri főtér                              |

### Az 1VP busz megállóhelyei
| 1VP                                               |
| Thököly utca – Tiszai pályaudvar (2010. május 3.) |
| Thököly utca                                      |
| Szent Anna tér                                    |
| Malomszög utca                                    |
| Szemere kert                                      |
| Hősök tere                                        |
| Búza tér                                          |
| Szinvapark                                        |
| Soltész Nagy Kálmán út                            |
| Üteg utca                                         |
| Selyemrét                                         |
| Tiszai pályaudvar                                 |

### A 69VP busz megállóhelyei
| 69VP: Kilián városrész–Berekalja |
| Kilián városrész                 |
| LÁEV                             |
| Zenta utca                       |
| Táncsics tér                     |
| Diósgyőr városrész               |
| Alsó-Majláth                     |
| Móra Ferenc utca                 |
| Endrődi Sándor utca              |
| Karinthy utca                    |
| Erdő utca                        |
| Eper utca                        |
| Berekalja                        |

### A BVP busz megállóhelyei
| BVP: Thököly utca–Búza tér |
| Thököly utca               |
| Szent Anna tér             |
| Malomszög utca             |
| Szemere kert               |
| Hősök tere                 |
| Búza tér                   |

### A TSVP busz megállóhelyei
| TSVP: Tiszai pályaudvar–Selyemrét |
| Tiszai pályaudvar                 |
| Selyemrét                         |